# Lausitzer Füchse
EHC Lausitzer Füchse (celým názvem: Eishockeyclub Lausitzer Füchse), dříve známý pod názvem BSG Chemie nebo SG Dynamo Weißwasser, je německý klub ledního hokeje, který sídlí v saském městě Weißwasser. Od sezóny 2013/14 působí v Deutsche Eishockey Lize 2, druhé německé nejvyšší soutěži ledního hokeje. Klubové barvy jsou modrá a žlutá.
Své domácí zápasy odehrává v Eisstadionu Weißwasser s kapacitou 2 750 diváků.

## Historie
Klub byl založen v roce 1932 pod názvem TSV Weißwasser. V roce 1950 se stal zakládajícím členem nejvyšší východoněmecké soutěže a stal se 25x jejím vítězem. Od roku 1970, kdy byla soutěž uzavřena, byli Weisswasser spolu s berlínským Dynamem jedinými účastníky. Po sjednocení Německa byl tým v roce 1990 zařazen do nejvyšší společné soutěže, ale hned první sezonu z ní sestoupil a od té doby je nepřetržitě účastníkem druhé Bundesligy. Za klub hráli např. Josef Řezníček, Rüdiger Noack, Sean Gagnon nebo český rodák Ervin Masek

## Historické názvy
Zdroj: 
- 1932 – TSV Weißwasser (Turn- und Sportverein Weißwasser)
- 1945 – zánik
- 1948 – obnovena činnost pod názvem BSG Kristall Weißwasser (Betriebssportgemeinschaft Kristall Weißwasser)
- 1951 – BSG Ostglas Weißwasser (Betriebssportgemeinschaft Ostglas Weißwasser)
- 1952 – BSG Chemie Weißwasser (Betriebssportgemeinschaft Chemie Weißwasser)
- 1953 – SG Dynamo Weißwasser (Sportgemeinschaft Dynamo Weißwasser)
- 1990 – PEV Weißwasser (Polizei-Eishockeyverein Weißwasser)
- 1991 – ES Weißwasser (Eissport Weißwasser)
- 1994 – ESG Sachsen Weißwasser/Chemnitz (Eis- und Spielgemeinschaft Sachsen Weißwasser/Chemnitz)
- 2002 – EHC Lausitzer Füchse (Eishockeyclub Lausitzer Füchse)

## Získané trofeje
- DDR-Eishockey-Oberliga ( 25× )
  - 1951, 1951/52, 1952/53, 1953/54, 1954/55, 1955/56, 1956/57, 1957/58, 1958/59, 1959/60, 1960/61, 1961/62, 1962/63, 1963/64, 1964/65, 1968/69, 1969/70, 1970/71, 1971/72, 1972/73, 1973/74, 1974/75, 1980/81, 1988/89, 1989/90

## Přehled ligové účasti
Zdroj: 
- 1937: Deutsche Eishockey-Meisterschaft (1. ligová úroveň v Německu)
- 1941–1942: Deutsche Eishockey-Meisterschaft (1. ligová úroveň v Německu)
- 1950–1959: DDR-Eishockey-Oberliga (1. ligová úroveň ve Východním Německu)
- 1959–1961: DDR-Eishockey-Oberliga – sk. 2 (1. ligová úroveň ve Východním Německu)
- 1961–1990: DDR-Eishockey-Oberliga (1. ligová úroveň ve Východním Německu)
- 1990–1992: Eishockey-Bundesliga (1. ligová úroveň v Německu)
- 1992–1994: 2. Eishockey-Bundesliga (2. ligová úroveň v Německu)
- 1994–1996: Deutsche Eishockey Liga (1. ligová úroveň v Německu)
- 1996–1998: 1. Eishockey-Liga Süd (2. ligová úroveň v Německu)
- 1998–1999: Eishockey-Bundesliga (2. ligová úroveň v Německu)
- 1999–2003: 2. Eishockey-Bundesliga (2. ligová úroveň v Německu)
- 2003–2004: Eishockey-Oberliga Nord (3. ligová úroveň v Německu)
- 2004–2013: 2. Eishockey-Bundesliga (2. ligová úroveň v Německu)
- 2013– : DEL2 (2. ligová úroveň v Německu)

## Účast v mezinárodních pohárech
Zdroj: 
Legenda: SP - Spenglerův pohár, EHP - Evropský hokejový pohár, EHL - Evropská hokejová liga, SSix - Super six, IIHFSup - IIHF Superpohár, VC - Victoria Cup, HLMI - Hokejová liga mistrů IIHF, ET - European Trophy, HLM - Hokejová liga mistrů, KP – Kontinentální pohár
- EHP 1969/1970 – 2. kolo
- EHP 1970/1971 – 3. kolo
- EHP 1971/1972 – Semifinále
- EHP 1972/1973 – 3. kolo
- EHP 1973/1974 – 1. kolo
- EHP 1974/1975 – Semifinále
- EHP 1975/1976 – 3. kolo
- EHP 1981/1982 – 3. kolo
- EHP 1989/1990 – Základní skupina C (2. místo)